# Tomcraft
Thomas Brückner  (12 de junio de 1975 - 15 de julio de 2024), más conocido por su nombre artístico Tomcraft, fue un DJ y productor alemán. Se especializó en música house progresiva y trance progresivo y fue conocido por haber creado los temas "Loneliness" y "Prosac", trabajando junto a Eniac.

## Discografía

### Álbumes
- All I Got (2001) [3]
- MUC (2003) [3]
- HyperSexyConscious (2006)
- For the Queen (2007)